# 奧若吉諾湖
奧若吉諾湖（俄语：Ожогино озеро）是俄羅斯的淡水湖，位於薩哈共和國內，海拔高度31米，長19.3公里、闊12公里，面積157平方公里，湖岸線54公里，河水主要來自溶雪和雨水，在每年9月下旬開始結冰，直至翌年6月上旬。